# Valle de Cuelgamuros
El Valle de Cuelgamuros, oficialment; també conegut com a Valle de los Caídos (la Vall dels Caiguts) és un monument funerari espanyol situat a la Serra de Guadarrama, en el terme municipal del municipi madrileny de San Lorenzo de El Escorial. Va ser construït per presoners republicans de la Guerra Civil espanyola entre els anys 1940 i 1958. S'hi troben enterrats uns 40 000 combatents dels dos bàndols de la Guerra Civil, molts dels quals foren traslladats —sense consentiment dels seus familiars— d'altres punts de l'estat, on havien tingut lloc les batalles més importants de la guerra. També s'hi trobaven les restes mortals del falangista José Antonio Primo de Rivera, fins al març de 2023, i les del dictador Francisco Franco, fins a l'octubre de 2019.
El complex consta d'una abadia benedictina, una basílica de 262 metres de longitud excavada en la roca, diverses construccions monolítiques, i per sobre de tot una creu cristiana de més de 150 metres d'alçada.

## Història
Malgrat que el monument va ser teòricament concebut per a honrar els morts tant franquistes com republicans, en realitat s'hi fa una clara apologia franquista. El monument conté la inscripció en castellà Caídos por Dios y por España (‘Caiguts per Déu i per Espanya’) i nombrosa simbologia del règim. El fet que el mateix Franco hi fos enterrat durant molts anys i que ell mateix hagués anunciat la construcció del monument el dia 1 d'abril de 1939 (el dia en què va acabar la Guerra civil espanyola) per tal d'honrar els qui havien mort per la seva causa esvaeix tota mena de dubtes sobre aquest fet.
L'origen dels enterrats allí és incert. Malgrat que hi ha arxius amb aproximadament la meitat dels difunts, es desconeix la identitat dels altres. Aquests varen ser recollits de diversos camps de batalla com el de Brunete, Grado, Gandesa, Terol i de la batalla de l'Ebre, entre molts d'altres.
Per a la construcció del monument, s'utilitzaren presos polítics, als quals es prometé una redempció de pena a canvi de la feina i d'un petit salari. Malgrat això, malauradament molts d'ells moriren en la construcció a causa de la falta de mitjans tècnics i la poca seguretat.
Avui dia el monument és un lloc turístic i també el lloc de reunió, cada 20 de novembre, de diversos grups de falangistes i nostàlgics de la dictadura. Hi ha un projecte de llei que estudia la manera de prohibir aquest tipus de manifestacions per tal de despolititzar el monument.
Una proposició no de llei del Congrés espanyol el maig del 2017 per a treure les restes del dictador Francisco Franco del mausoleu va ser aprovada per majoria. El 24 d'octubre de 2019, van ser exhumades les seves restes i trasllades al cementiri d'El Pardo-Mingorrubio, on es troba enterrada també la seva viuda, Carmen Polo.